# بيترو كوكتشيولي
بيترو كوكتشيولي (بالإيطالية: Pietro Caucchioli)‏ مواليد 28 أغسطس 1975 في إيطاليا، هو دراج إيطالي في صنف سباق الدراجات على الطريق.

## سجل النتائج

### سباقات أو مراحل فاز بها
- طواف إيطاليا

### المراكز
- حقق المركز الـ 9 في طواف إيطاليا 2001
- حقق المركز الـ 3 في طواف إيطاليا 2002
- حقق المركز الـ 26 في طواف إيطاليا 2003
- حقق المركز الـ 11 في سباق طواف فرنسا 2004
- حقق المركز الـ 8 في طواف إيطاليا 2005
- حقق المركز الـ 36 في سباق طواف فرنسا 2005
- حقق المركز الـ 16 في سباق طواف فرنسا 2006

## وصلات خارجية
- الموقع الرسمي

## روابط خارجية
- بيترو كوكتشيولي على موقع أرشيف الدراجات (الإنجليزية)
- بيترو كوكتشيولي على موقع إحصائيات الدراجات الإحترافية (الإنجليزية)
- بيترو كوكتشيولي على موقع نسبة الدراجات (الإنجليزية)
- بيترو كوكتشيولي على موقع CycleBase (الإنجليزية)